# دومینیک استولز
دومینیک استولز (انگلیسی: Dominik Stolz؛ زادهٔ ۴ مهٔ ۱۹۹۰) بازیکن فوتبال اهل آلمان است.